# 古瓢蟹属
古瓢蟹属（学名：Palaeocarpilius）為瓢蟹科下已滅絕的一個属，生存於新生代的始新世至漸新世，大部分物種生活在熱帶海岸附近。本屬的模式種為Palaeocarpilius macrocheilus。
本屬的化石發現於義大利的始新世地層以及印度、利比亞和美國的漸新世地層。

## 特徵
古瓢蟹的背殼外廓為橢圓形，前端略微突出，其切面呈明顯的拱形。甲殼邊緣佈滿刺，螯很強壯，右側的螯較大。足長而粗壯，甲殼的腹面前部向下、向後彎曲，與狹窄的口板相連。

## 物種
- Palaeocarpilius aquitanicus Milne-Edwards, 1862
- Palaeocarpilius ignotus Milne-Edwards, 1862
- Palaeocarpilius intermedius Stubblefield, 1927
- Palaeocarpilius laevis Imaizumi, 1939
- Palaeocarpilius macrocheilus Desmarest, 1822
- Palaeocarpilius mississippiensis Rathbun, 1935
- Palaeocarpilius rugifer Stoliczka, 1871
- Palaeocarpilius valrovinensis De Gregorio, 1895